# Amphicarpaea bracteata subsp. edgeworthii
Amphicarpaea bracteata subsp. edgeworthii  es una especie de planta herbácea anual o perenne perteneciente a la familia de las fabáceas, originaria de los bosques, matorrales y laderas húmedas de Asia.

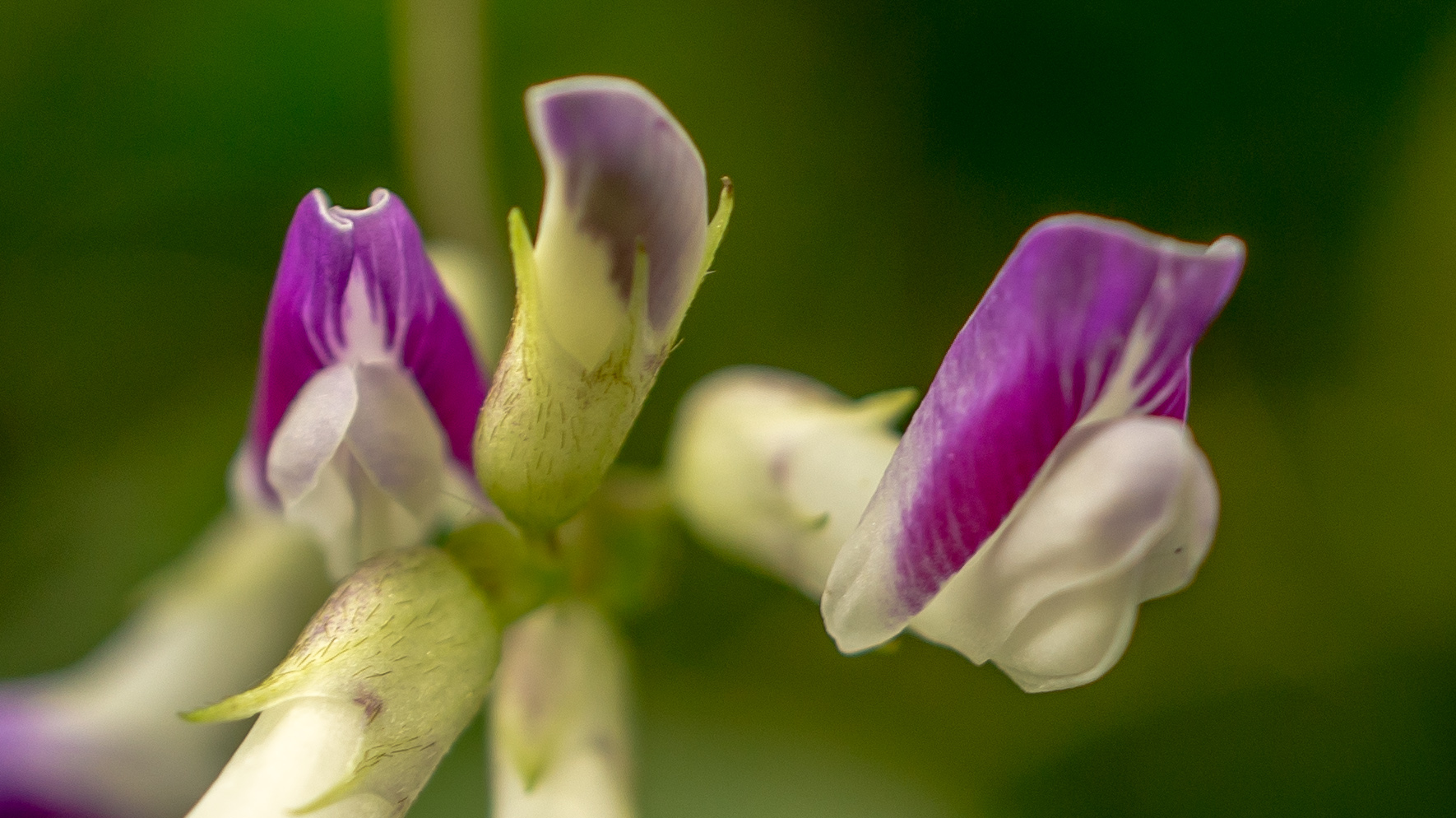
Flores

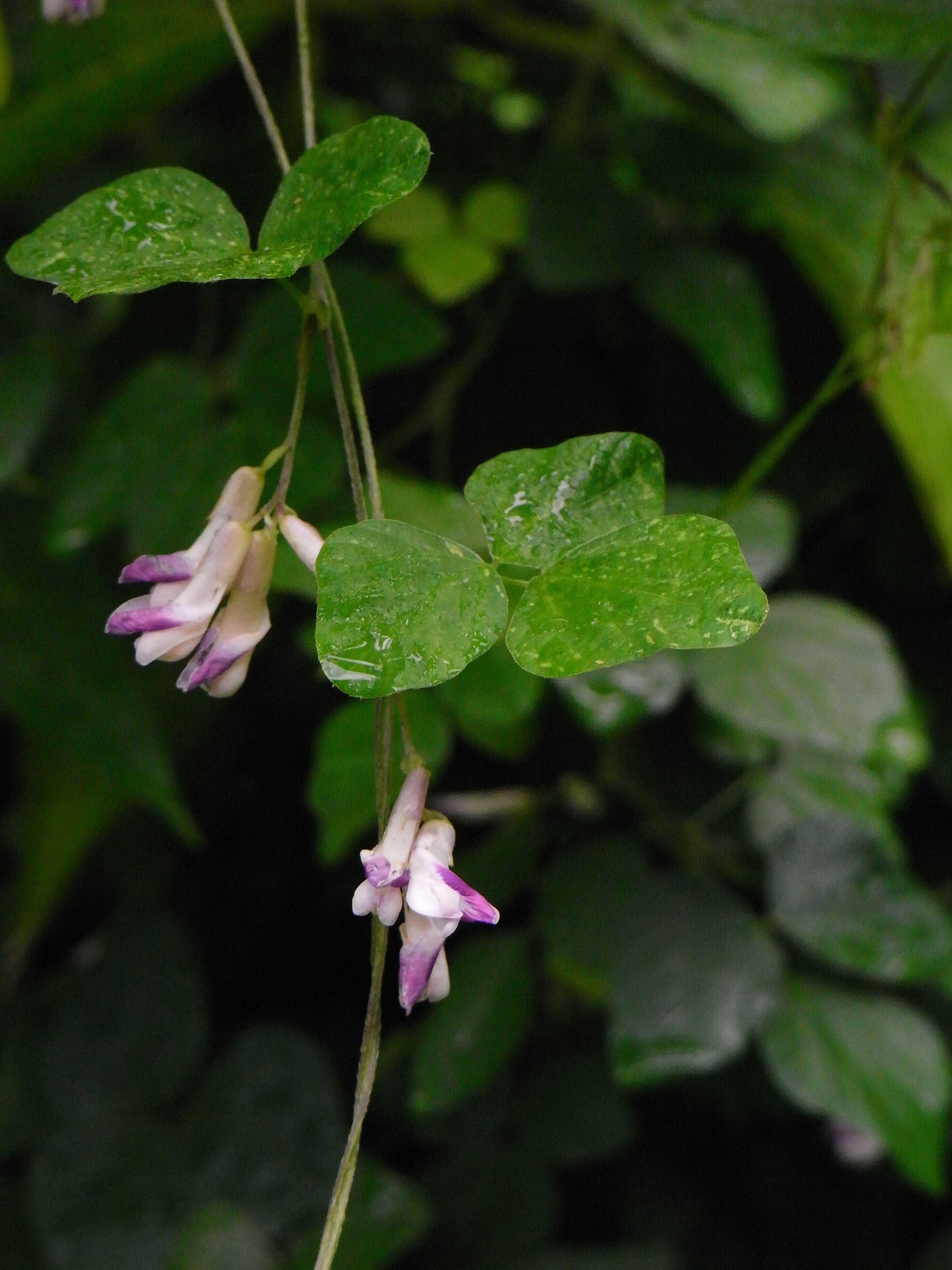
Detalle de hojas y flores

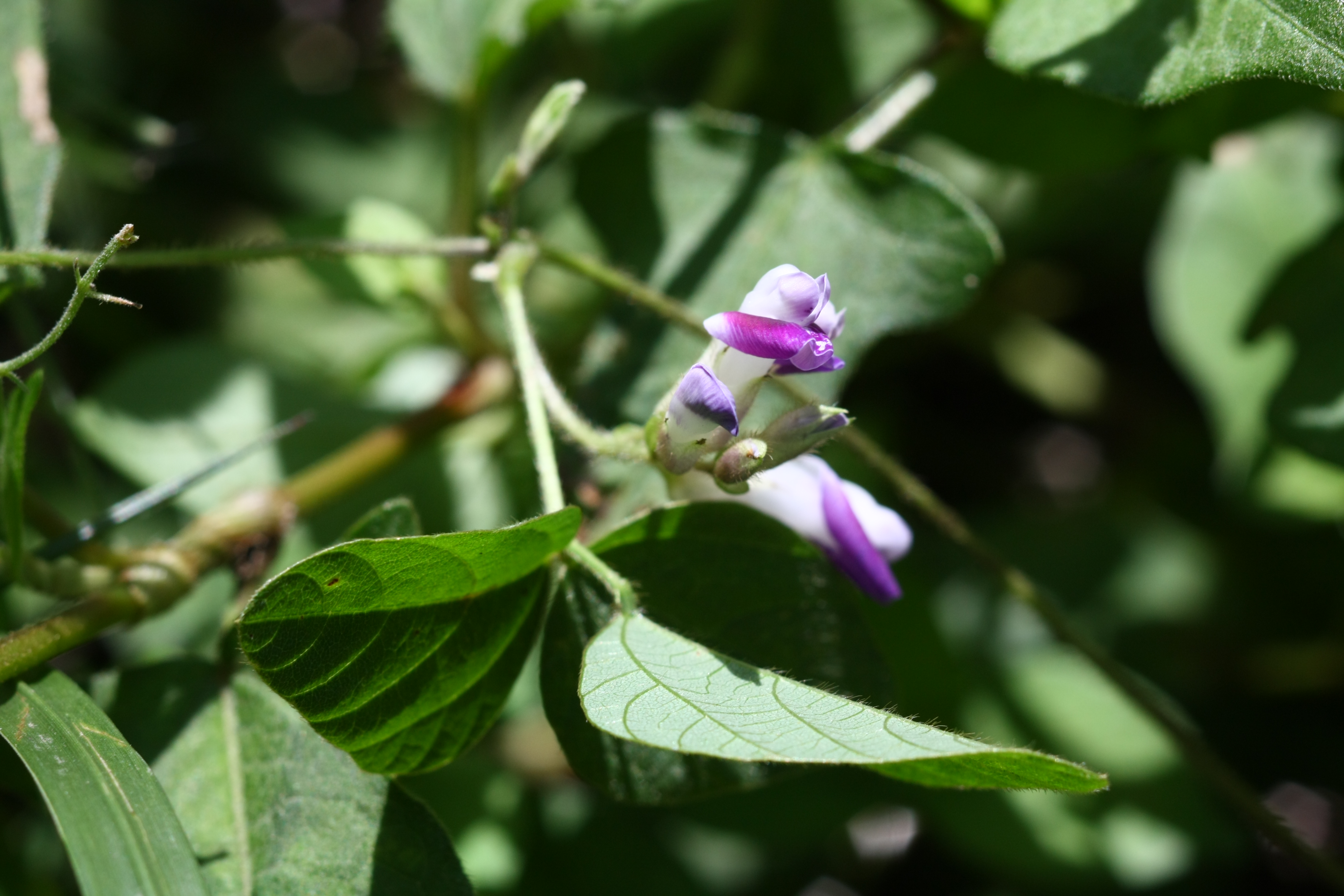
Vista de la planta

## Descripción
Son hierbas, anuales, de 0,3 a 1,3 m de altura. Los tallos delgados. Estípulas lanceoladas o ovadas-lanceoladas, de 3-4 mm, densamente pubescente; pecíolo 2-5,5 cm; foliolos parecidos al papel o casi membranosos; terminal de foliolo-romboidal ovadas o achatada-ovadas, 2.5 a 5.5 × 5.2 cm, ambas superficies poco amarillenta velloso marrón, base redondeada. Las inflorescencias axilares, poco racemosas; brácteas casi membranosas, ovadas a elípticas, de 3-5 mm. Flores cleistógamas a menudo presentes. Corola de color violáceo o blanco; pétalos subiguales. Flores cleistógamas subterráneas, sésiles; estilo curvado. Los frutos son legumbres con dimorfismo: las de las flores normales oblongas u obovadas-oblongas, de 2-3,5 × ca. 0,6 cm, comprimidas; las legumbres de las flores cleistógamas, elípticas o suborbiculares. Las semillas reniformes-orbiculares, 2-4 × 2-3 mm; hilio corto. Fl. y fr. agosto-noviembre. Tiene un número de cromosomas de 2 n = 40.

## Distribución y hábitat
Se encuentra en la laderas de las montañas, los caminos, campos, pastizales; a una altitud de 300-3000 metros en Anhui, Fujian, Gansu, Guizhou, Hainan, Hebei, Heilongjiang, Henan, Hubei, Hunan, Jiangsu, Jiangxi, Jilin, Liaoning, Mongolia Interior, Shaanxi, Shandong, Shanxi, Sichuan, Taiwán, Xizang, Yunnan, Zhejiang, India, Japón, Corea, Rusia, Vietnam. 

## Taxonomía
Amphicarpaea bracteata subsp. edgeworthii  fue descrita por (Benth.) H.Ohashi y publicado en Rhodora 35(416): 276. 1933.
Sinonimia
- Amphicarpa japonica Benth.
- Amphicarpaea edgeworthii Benth.
- Amphicarpaea edgeworthii var. japonica Oliv.
- Amphicarpaea japonica Benth.
- Amphicarpaea japonica B. Fedtsch.
- Amphicarpaea trisperma (Miq.) B.D.Jacks.
- Amphicarpaea trisperma (Miq.) Baker
- Falcata comosa var. japonica (Oliv.) Makino
- Falcata edgeworthii (Benth.) Kuntze
- Falcata japonica (Oliv.) Kom.
- Shuteria anomala Pamp.
- Shuteria trisperma Miq.[3][4]